# NGC 5697
NGC 5697 é uma galáxia espiral (Sb) localizada na direcção da constelação de Boötes. Possui uma declinação de +41° 41' 07" e uma ascensão recta de 14 horas, 36 minutos e 32,0 segundos.
A galáxia NGC 5697 foi descoberta em 9 de Abril de 1787 por William Herschel.